# Hatta Yoichi

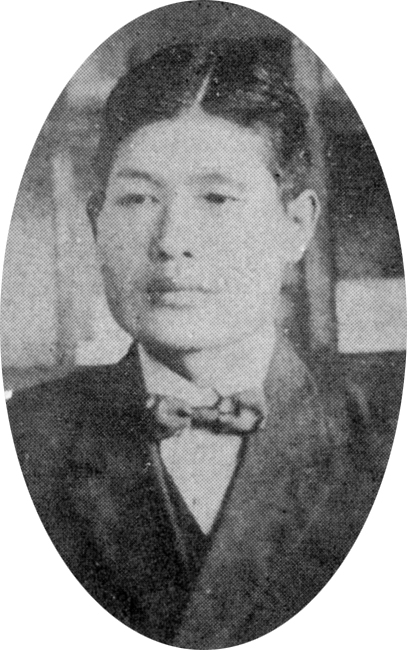
Hatta Yoichi

Hatta Yoichi (japanisch 八田 與一; * 21. Februar 1886 in Kanazawa; † 8. Mai 1942) war ein japanischer Wasserbauingenieur, der für sein Wirken auf der Insel Taiwan während der japanischen Kolonialzeit bekannt ist. Seine bedeutendsten Projekte waren das Jianan-Bewässerungssystem und der Wushantou-Stausee in Südtaiwan.

## Leben und Karriere

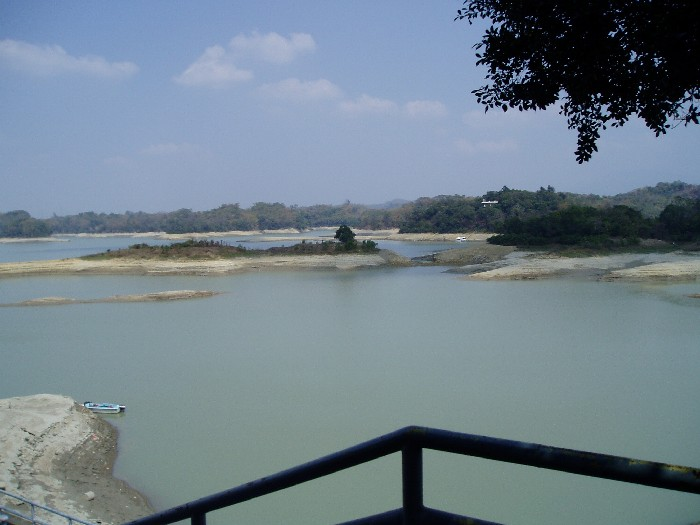
Blick auf den Wushantou-Stausee

Hatta Yuichi wurde als Sohn eines wohlhabenden Landwirts und Landkreisvorstehers in Kanazawa an der Westküste von Honshū in Japan geboren. Von 1907 bis 1910 studierte er Bauingenieurwesen an der Kaiserlichen Universität Tokio. Nach seinem Abschluss trat er im August 1910 in die Dienste der Behörden des damals von Japan beherrschten Taiwans, wo er den Rest seines Lebens verbrachte.
Taiwan war zu Beginn der japanischen Herrschaft ein rückständiges Gebiet, was sich auch im Bereich der Hygiene und Wasserversorgung äußerte. Malaria, Cholera und andere Krankheiten waren häufig, die Landwirtschaft in wasserarmen Gebieten war unterentwickelt und zumeist fehlte es an sauberem Trinkwasser. Die japanische Kolonialverwaltung erkannte die Probleme und setzte Maßnahmen zur Verbesserung der Bedingungen in Gang.
Im Lauf seiner mehr als dreißigjährigen Karriere in Taiwan wirkte Hatta Yoichi an einer Vielzahl von Wasserbauprojekten mit, z. B. an der Abwasserbeseitigung in Taipeh, der Planung des Hafens von Kaohsiung, der Wasserversorgung Tainans, der Bewässerung des landwirtschaftlichen Raums von Taoyuan, dem Sonne-Mond-See-Wasserkraftwerk und der Planung der Deji-Talsperre. Von Mai bis Juni 1916 reiste er nach Niederländisch-Indien, Singapur, Hongkong und Macau, um dortige Wasserbauanlagen und Wasserversorgung zu studieren. Im Jahrzehnt zwischen 1920 und 1930 widmete sich Hatta seinen größten Projekten, dem Jianan-Bewässerungssystem und dem Wushantou-Stausee.
Hatta war seit dem 14. August 1917 mit Yonemura Toyoki verheiratet, mit der er wechselweise in Taipeh und in Südtaiwan lebte und acht Kinder hatte.

## Jianan-Bewässerungssystem und Wushantou-Stausee

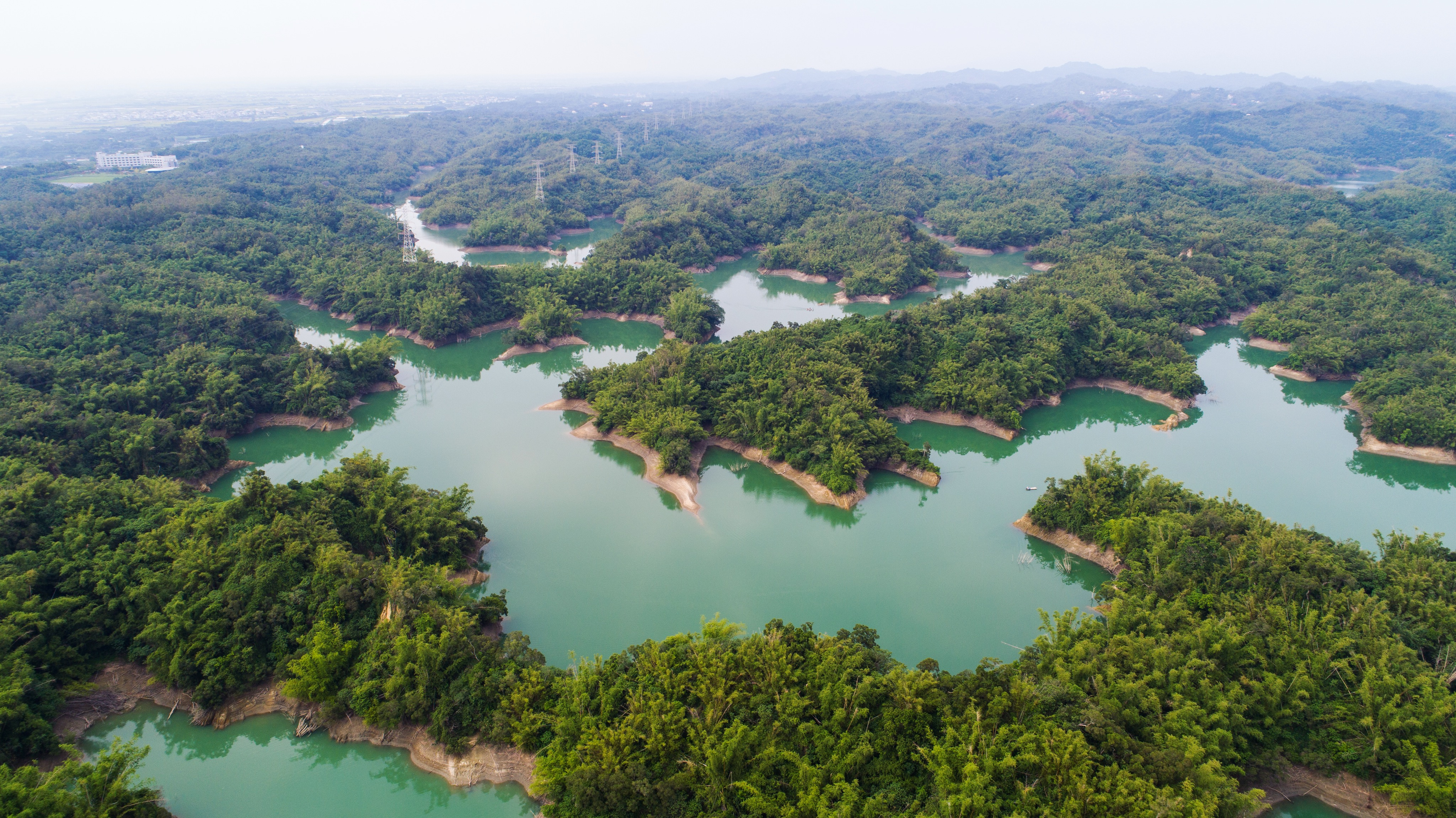
Der Wushantou-Stausee

Hattas Leistungen bei der Bewässerung von Taoyuan im Norden veranlassten die Behörden von Chiayi, ihn um eine Untersuchung der Gegebenheiten im Süden zu bitten, um herauszufinden, ob sich ähnliche Projekte auch hier realisieren ließen. Hatta konstatierte, dass die Jianan-Ebene, Taiwans größte Ebene, sich topografisch zwar gut für die Landwirtschaft eignete und auch genutzt wurde, die Erträge jedoch durch ein eher trockenes Klima und fehlende Bewässerung beschränkt wurden. Hatta legte dem Generalgouvernement von Taiwan daher im Jahr 1917 den Plan zum Bau eines Bewässerungssystems für diese Ebene vor. Aufgrund des großen Umfangs und der zu erwartenden hohen Kosten (die den Jahreseinnahmen des Generalgouvernements gleichkamen) wurde das Projekt vom japanischen Finanzministerium zunächst als unrealistisch abgelehnt. Doch schon ein Jahr später fand unter dem Eindruck der Reisunruhen in Japan ein Umdenken statt. Die Landwirtschaft sollte verstärkt gefördert werden und Hattas Projekt wurde unter der Bedingung, dass Taiwan selbst einen Teil der Kosten trug, bewilligt. Für die Planung, die etwa zwei Jahre in Anspruch nahm, zog Hatta mit seiner Familie nach Chiayi.

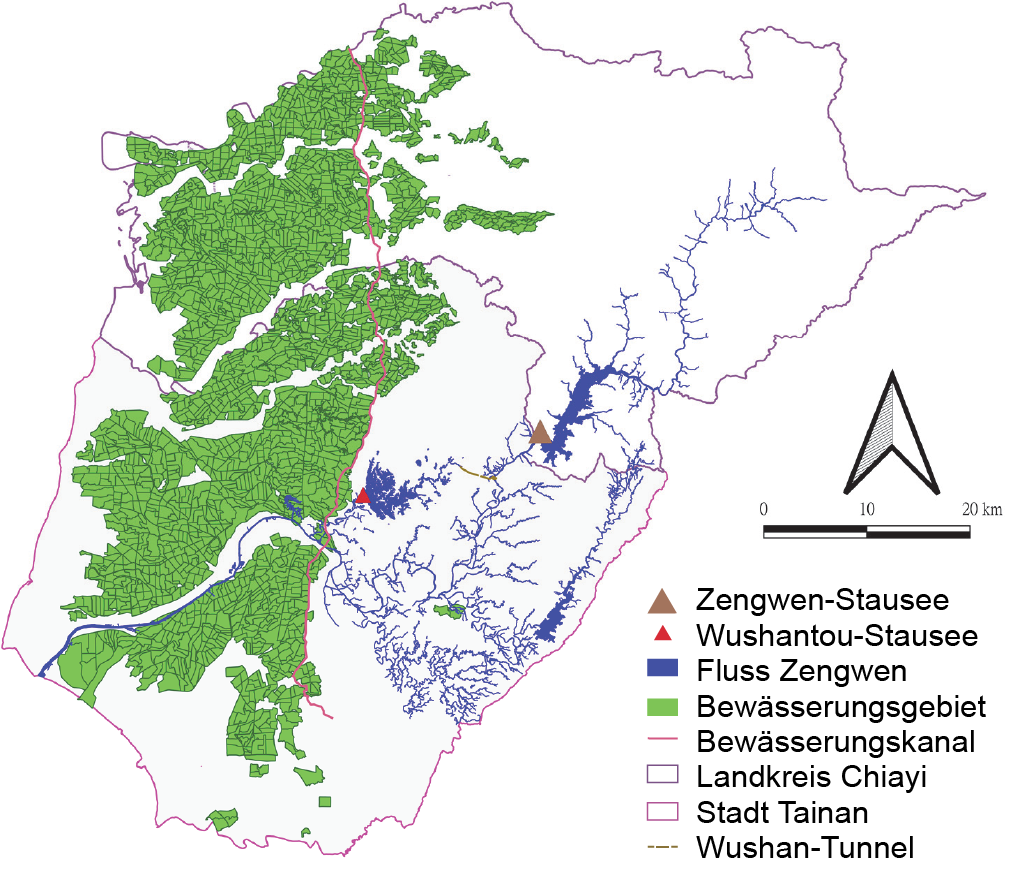
Das Jianan-Bewässerungssystem

Die Arbeiten am Stausee, der dem Bewässerungssystem als Wasserspeicher dienen sollte, begannen im September 1920. Für seine Fläche wurden tiefliegende Gelände in Guantian und Liujia (Tainan) gewählt. Der See wurde von den Flüssen Zengwen und Guantian gespeist. Die Fertigstellung des Stausees verlangsamte sich durch finanzielle Engpässe, die u. a. auf das Große Kantō-Erdbeben 1923 in Japan zurückzuführen waren. Bei seiner Fertigstellung und Inbetriebnahme am 10. April 1930 war der See mit einer Staumauerlänge von 1.273 m, einer Höhe von 56 m, einer Wasserfläche von 13 km² und einem Volumen von mehr als 154 Millionen m³ der größte Stausee Asiens und einer der größten Stauseen der Welt.
Die bewässerte landwirtschaftliche Fläche betrug 150.000 Hektar, womit die Ebene zum bedeutendsten Landwirtschaftsgebiet Taiwans wurde. Das insgesamt 16.000 km langen Kanäle des Bewässerungssystems minderten die zuvor bestehenden Risiken von Hochwasser, Dürre und Versalzung. Landwirtschaftliche Produkte wie Reis, Zuckerrohr und Obst konnten bis zu dreimal im Jahr geerntet werden, die Erntemengen von Reis und Zuckerrohr vervierfachten sich innerhalb weniger Jahre. Neben der landwirtschaftlichen Bewässerung diente das System auch der Wasserversorgung in Südtaiwan.

## Späteres Wirken und Tod
In den 1930er Jahren gründete Hatta mit anderen Ingenieuren in Taipeh eine Ingenieursvereinigung und einen Verein für Wasserwirtschaft, mit dem Ziel, gemeinsam Wege für die weitere Entwicklung Taiwans zu erörtern und junge Kollegen zu fördern. 1935 begab er sich in die chinesische Provinz Fujian, um im Auftrag der Provinzregierung lokale Bewässerungsprojekte zu prüfen. Für die weitere Entwicklung Taiwans erstellte er weitreichende Pläne, die aufgrund des Pazifikkrieges und des Zweiten Weltkrieges nicht über das Anfangsstadium hinauskamen.
Im Krieg machte sich die japanische Regierung Hattas Expertise zunutze und schickte ihn auf Inspektionsreisen in eroberte Gebiete. 1942 sollte er auf die von Japan besetzten Philippinen entsandt werden, um die Bewässerung im dortigen Baumwollanbau voranzubringen. Am 8. Mai 1942 befand er sich auf dem Transportschiff Taiyō Maru auf der Reise nach Südostasien, als das Schiff von dem amerikanischen U-Boot USS Grenadier (SS-210) versenkt wurde. Nahezu alle Passagiere, darunter auch Hatta, kamen ums Leben. Seine Leiche wurde eingeäschert, die Asche nach Taiwan gebracht und am Wushantou-Stausee hinter seiner Statue beigesetzt. Hattas Witwe Yonemura Toyoki lebte mit ihren Kindern weiter in Taiwan und beging am 1. September 1945 im Wushantou-Staudamm Selbstmord, um ihrer nach der Übergabe Taiwans an die Republik China drohenden Ausweisung aus Taiwan zuvorzukommen. In einem Abschiedsbrief hatte sie erklärt, ihrem Gatten nachfolgen zu wollen. Ihre Asche wurde in seinem Grab bestattet.

## Posthum

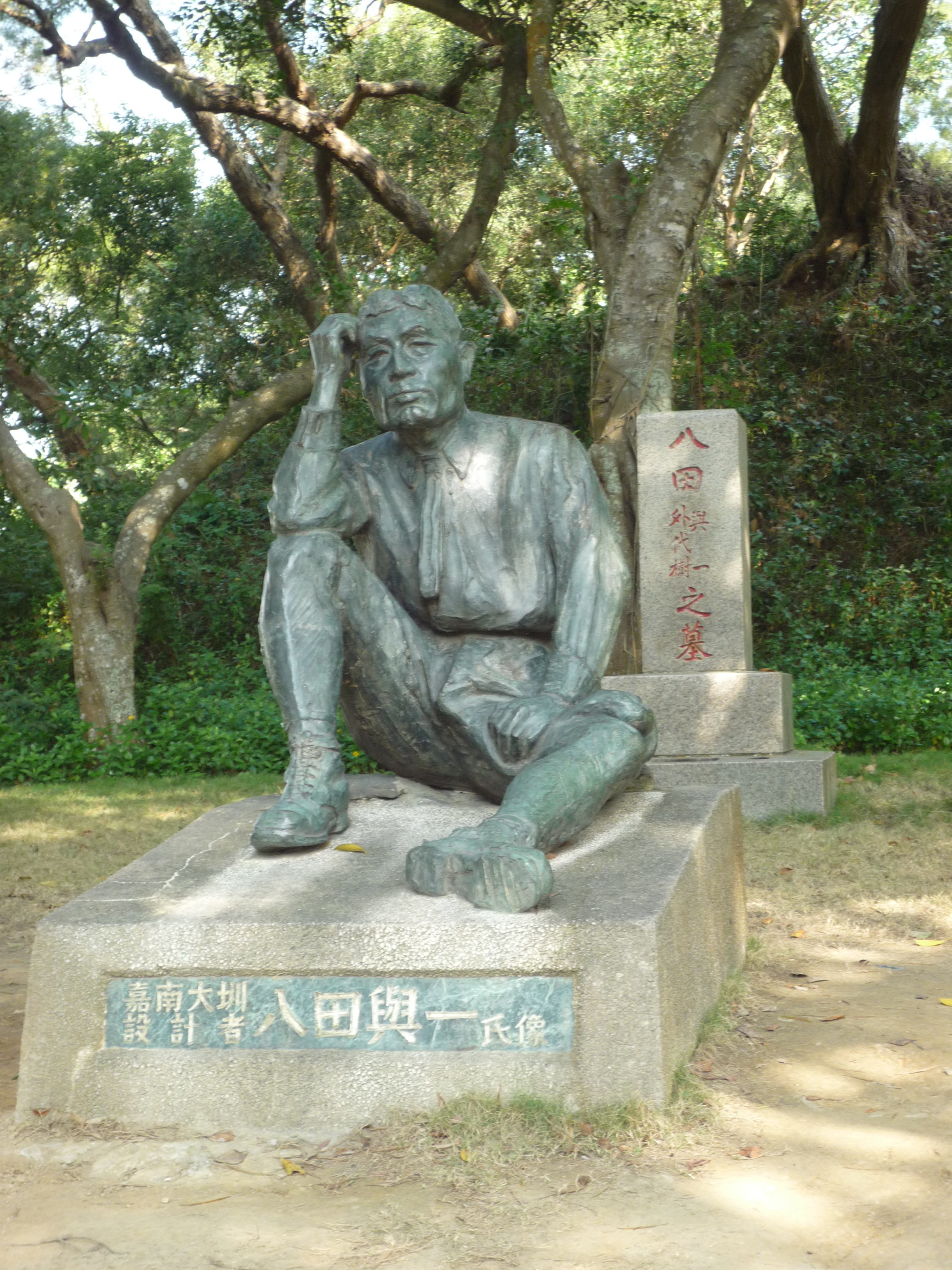
Denkmal und Grab Hatta Yoichis und seiner Frau am Wushantou-Stausee

Hatta Yoichis Bauten trugen erheblich zur Entwicklung der Landwirtschaft Taiwans und zur Verbesserung der Lebensqualität der Bevölkerung bei. Er genoss bereits zu Lebzeiten hohes Ansehen und wird in Taiwan bis heute verehrt. An seinem Grab findet unter Leitung des örtlichen Wasserwirtschaftsamtes jedes Jahr zu seinem Todestag eine Gedenkveranstaltung statt, an der zahlreiche Besucher aus ganz Taiwan und Gäste aus Japan teilnehmen. Am 12. Juli 2007 übergab Präsident Chen Shui-bian einer Schwiegertochter und einem Enkel Hattas eine offizielle Lobadresse (表揚令 biaoyang ling) der taiwanischen Regierung, in der Hattas Verdienste um Taiwan gewürdigt wurden.
Um Hattas ehemaliges an der Nordseite des Wushantou-Stausees gelegenes Wohnhaus, ein Holzgebäude in japanischem Stil, in dem er und seine Familie die Jahre während der Großprojekte im Süden verbrachten, wurde der Hatta-Yoichi-Gedächtnispark angelegt.

### Hatta Yoichis Statue
Schon zu Lebzeiten Hattas hatte ein von ehemaligen Mitarbeitern gegründeter Freundschaftsverein eine Bronzestatue des Ingenieurs fertigen und am Rand des Wushantou-Stausees aufstellen lassen. Sie wurde 1944 während des Krieges von Bewohnern der Gegend gestohlen und versteckt, da sie befürchteten, das Militär könnte sie einschmelzen, um Metall für die Rüstung zu gewinnen. Während der auf den Krieg folgenden Kuomintang-Diktatur mit ihrer antijapanischen Haltung wurde die Statue weiter versteckt. Erst 1981 konnte sie wieder an ihrem alten Ort aufgestellt werden.
In der Nacht des 14. April 2017 trennte ein antijapanischer Politiker der Statue mit einer Motorsäge den Kopf ab. Die Statue wurde repariert und zum Todestag Hattas am 8. Mai neu eingeweiht.

### Verfilmungen
2006 produzierte der taiwanische Fernsehsender CTS eine zwanzigteilige Fernsehserie über das Leben Hattas, die allerdings erst drei Jahre später unter dem Titel Die Farben des Wassers, Jianan (水色嘉南 Shuǐsè Jiānán) ausgestrahlt wurde. Hattas Leben wurde zudem in dem 2008 erschienenen japanischen Animefilm Pattenrai!! ~ Minami no Shima no Mizu Monogatari (Pattenrai!! – Eine Wassergeschichte auf der südlichen Insel) von Ishiguro Noboru verfilmt.